# Rivière Clyde
La rivière Clyde est une rivière du comté de Lanark, dans l'est de l'Ontario, au Canada. Il se trouve dans le bassin hydrographique de la rivière des Outaouais, est un affluent rive gauche de la Rivière Mississippi et tire son nom de la rivière Clyde en Écosse.

## Cours
La Clyde coule vers le sud depuis sa source à l'exutoire du lac Clyde dans le canton géographique de la municipalité de Lanark Highlands (en) jusqu'à la communauté de Clyde Forks, où elle reçoit les affluents rive droite Middle Branch Clyde et South Branch Clyde. À ce point, la rivière est parallèle au sentier K&P rail (en) qui suit le tracé de l'ancien chemin de fer de Kingston et Pembroke (en). La rivière se dirige alors vers l'est, puis le sud-est dans le canton géographique de Darling puis le canton géographique de Lanark, prend l'affluent droit Petite rivière Clyde (en) et arrive à la communauté de Lanark. La rivière continue vers le sud en passant brièvement par le canton géographique de Drummond dans la municipalité de Drummond/North Elmsley (en), puis atteint son embouchure à la rivière Mississippi dans le canton géographique de Bathurst dans la municipalité de Tay Valley, au nord de la ville de Perth. La rivière Mississippi coule via la rivière des Outaouais jusqu'au fleuve Saint-Laurent.

## Affluents
- Ruisseau Middleville (gauche)
- Hopetown Creek (droite)
- Bennys Creek (gauche)
- Petite rivière Clyde (droite)
- Ruisseau Eastons (droite)
- Black Creek (droite)
- Ruisseau Edmunds (gauche)
- Ruisseau Pilons (gauche)
- Ruisseau Lavant (droite)
- Ruisseau McCreas (gauche)
- Ruisseau de la France (droite)
- Branche sud de la rivière Clyde (droite)
- Middle Branch Clyde Creek (droite)